# واره
واره، منطقة من مناطق محافظة الأحمدي في الكويت سميت بهذا الاسم بسبب وجود جبل واره فيها. سكنت القبائل منطقة واره عام 1971 بسبب كثرة الرمث والعرفج والصيد الوفير ورعي المواشي، وقدروا عددهم 1664 حسب تعداد 1970  ، وهي حاليا غير آهلة بالسكان حاليا، وقد هجرت بعد التوسع العمراني الكبير الذي شهدته الكويت.
تعرف هذه المنطقة عند العرب أيام الجاهلية باسم أوارة. شهدت منطقة واره أحداث تاريخية، فقامت بها معركتين، يوم أوارة الأول ويوم أوارة الثاني.

## تاريخ
شهدت أرض واره أحداث تاريخية في العصر الجاهلي أبرزها يوم أوارة الأول بين المنذر بن ماء السماء وقبيلة بكر بن وائل أنتهت بهزيمة قبيلة بكر بن وائل. تليها يوم أوارة الثاني بين قبيلة بني تميم وعمرو بن هند ملك الحيرة والتي انتهت بهزيمة بني تميم.

## ماذا قيل عنها في كتب العرب قديما
قال ياقوت الحموي:
« أوارة: بالضم اسم ماء او جبل لبني تميم، قيل: بناحية البحرين، وهو الموضع الذي حرق فيه عمر بن هند بني تميم، وهو عمرو بن المنذر بن النعمان بن امرئ القيس بن عمرو بن عدي بن نصر ابن عمرو بن الحارث بن سعود بن مالك بن عمم بن نمارة بن لخم بن عدي بن مرة بن ادد بن زيد بن كهلان بن سبا بن يشجب بن يعرب بن قحطان، واما امه هند فهي بنت الحارث بن عمرو المقصور ابن حجر آكل المرار بن معاوية بن ثور وهو كندة الكندي الملك، وكان من حديث ذلك ان اسعد ابن المنذر أخا عمرو بن هند كان مستودعا في بني تميم فقتل فيهم خطأ فحلف عمرو بن هند ليقتلن به مائة من بني تميم فأغار عليهم في بلادهم بأوارة فظفر منهم بتسعة وتسعين رجلا فأوقد لهم نارا والقاهم فيها، فمر رجل من البراجم فشم رائحة حريق القتلى فظنه قتار الشواء فمال اليه فلما رآه عمرو بن هند قال: ممن أنت؟ قال: رجل من البراجم، قال: ان الشقي وافد البراجم، فارسلها مثلا وامر به فألقي في النار، وبرت يمينه فسمت العرب عمرو بن هند محرقا، والبراجم خمسة رجال من بني تميم: قيس وعمرو وغالب وكلفة والظليم بنو حنظلة بن مالك بن زيد مناة ابن تميم، اجتمعوا وقالوا: نحن كبراجم الكف، فغلب عليهم.» 
- قال الاعشى: ها إن عجزة امه بالسفح اسفل من اواره [5]
- قال زهير: عداوية هيهات منك محلها إذا ما هي احتلت بقدس اوارة
- قال ابن دريد في مقصورته: ثم ابن هند باشرت نيرانه يوم اوارة تميما بالصلا